# 経済自由化
経済自由化（けいざいじゆうか）とは経済に対する政府の規制や制限を緩和し、代わりに民間部門からの参入を促すことを指す。
政治学において、この原則は古典的自由主義や新自由主義と結びつけられてきた。自由化とはつまり、経済発展を促進するために統制を止めることである。
多くの国々は、市場環境或いはビジネス環境といった国際競争力を維持・向上させるという明確な目標を掲げて、1980年代に端を発した経済自由化を21世紀に入ってからも促進してきた。
具体的には政府機関の民営化や、国有財産の払い下げ、労働市場の流動化、法人税減税や民間部門や外資への規制緩和、市場の公開などが自由化政策として用いられることがある。
第73代イギリス首相トニー・ブレアは自由化について以下の様に述べている。
「成功は、順応が速く、不平を言わず、開放的で、変化する意思を持つ国や企業に訪れる。この課題に対し、我が国が立ち向かえる様にすることこそが、現代の政府に課せられた任務なのである」
開発途上国において、経済自由化とは外資の進出や海外からの投資に対する各国経済の自由化、更には「解禁」を意味する。
ブラジル・中国・インドは、今日最も力強い経済成長と遂げている途上国である。彼らは過去数年間から数十年間に渡り急速な経済成長を達成した。外資への経済自由化はその発展に特筆すべき貢献を果たしたと言える。
今日の多くの国、特に第三世界の国々は、国家経済の競争力を保つために国内外の資金を自国に集積させる必要があった。そしてそれには自由化の道以外は恐らくなかったのだろう。これは"TINA"と呼ばれる状況で、英語の”There is no choice（英語版）”（選択肢はこれしかない）の頭文字をとり作られた言葉である。
たとえば中国は文化大革命の後、改革開放政策が行われた。同様にフィリピンにおいても1987年の憲法改正において、経済的な再建条項が盛り込まれた。
この観点からすると、自由化された経済のちょうど反対側には、北朝鮮のように諸外国との貿易や資金移動を禁ずる「自給自足経済」すなわち、閉鎖経済があることがわかる。
しかし、北朝鮮も完全にグローバル経済から孤立しているかというとそうではない。北朝鮮は丹東市の巨大な国境港を通じて中国と積極的に交易をおこなっている。また、諸外国から平和維持や核開発の停止と引換に様々な援助物資を受け取っている。
少し異なる閉鎖経済としては、サウジアラビアやアラブ首長国連邦のような豊かな産油国が挙げられる。彼らは、すでに石油の輸出によって十分な貿易収入を得ているため、国内経済を外資に開放する必要がない。

## 途上国におけるサービスの自由化

### 潜在利得
3セクターモデルにおいて、サービス部門はおそらく、最も自由化された部門だといえる。自由化が進んだことでサービス部門は、国際的に競争をする機会を得た。経済自由化はGDP成長と外貨獲得に貢献してきた。
このため、現代、サービス輸出は多くの途上国の成長戦略において重要な役割を担っている。インドのITサービス部門は国際的な競争力を持ち始めてきた。それは、多くの企業が特定の事務作業を、より賃金の低い国々へとアウトソーシングするようになってきたからである。
さらには、仮に途上国のサービス産業が世界市場での十分な競争力を身につけていなかったとしても、外国企業は当該国に投資をし、彼らの持つ業界標準及び、より高度なスキルや技術、ノウハウを持ち込むことで利益を得ようとする。 
外資サービス業者が参入することはネガティブな側面もあるが、それ以上に当国の経済にとってポジティブなものになる。具体的には、彼らの参入によって、国内の消費者はよりよいサービスを受けられるようになり、国内サービス業者の生産性向上や競争力強化に繋がる。そしてそれは同時に（単純に）、直接投資の誘引に繋がる。事実、いくつかの研究はサービス貿易障壁を5 - 10年ほどの間に50%削減することで、世界全体で年間約2,500億ドルの経済厚生が増加すると示唆している。

### 貿易自由化の潜在的リスク
貿易の自由化は潜在的なリスクを抱えており、その為に政府は、適切な規制を通じて慎重に経済を管理する必要が生じてくる。
外資企業は国内企業を市場から締め出し、投資や技術移転の促進に繋がるどころか、外資企業や株主らが「自分たちの利益を確保し、資金を国外流出させる」こと可能にさせてしまうという意見もある。 
それ故、国際競争に晒す前に国内産業の発展が必要であり、そのためには国内産業保護が必要なのだという主張もしばしば行われている（保護貿易）。人類学者Trouillotもまた、現代の市場システムは自由市場では全くなく、私有化されたものだ（つまり、市場は購入できる）と指摘し、産業保護を支持している。
自由化の持つ潜在的なリスクは他にも以下のような例がある。
- 金融危機が伝播してくることで金融部門が不安定化するリスク（英：contagion）
- 頭脳流出のリスク[8]
- 自然破壊のリスク[8]
- 何らかの経済問題によって税収減が起きると、借金利子の返済が追い付かなくなり、返済し続けても借金が減らない"debt spiral"に陥るリスク
  - しばしばIMFの構造調整にこの問題は結び付けられる。
- 人種や民族集団、男女の区別によって不平等が拡大するリスク

しかし、海外開発機構(英語版)といったシンクタンクの研究者らによれば、これらのリスクより自由化により利益の方が大きく、必要なことは慎重に規制を行うことだという。 
たとえば、民間事業者が最も収益性の高い顧客を「かすめ取り」、特定の不採算消費者グループや地理的地域へのサービスを中止するリスクは存在する。だが、その様な懸念は、規制によって、あるいは契約やライセンス認証におけるユニバーサルサービス条項によって対処可能である。
当然、この方法によって市場をコントロールすることで、参入障壁が生まれ、逆に海外の競合他社を国内市場から締め出してしまうというリスクもある。この様な例としては、南アフリカ共和国の金融部門憲章や国内での看護専門職化を推進したインド人看護婦の例が挙げられる。後者は最終的に、看護教育の需要の急速な増加と関連する供給対応が行われることになった。

## 具体例
- バルトの虎
- 改革開放
- ペレストロイカ
- チリの奇跡
- ドイモイ

## 参考資料
1. ↑  Chaudhary, C. M. (2008). India's economic policies. sublime publications. pp. 131. ISBN 978-81-8192-121-5
2. ↑  Tony Blair. “Europe is Falling Behind”. Newsweek 2007年12月4日閲覧。
3. ↑  Zuliu Hu, Mohsin S. Khan. “Why Is China Growing So Fast?”. International Monetary Fund. Template:Cite webの呼び出しエラー：引数 accessdate は必須です。
4. ↑  Gorbachev, Deng to meet on rough roads to reform
5. ↑  “Philippines : Gov.Ph : About the Philippines” (ASP). 2006年10月3日時点のオリジナルよりアーカイブ。 Template:Cite webの呼び出しエラー：引数 accessdate は必須です。
6. ↑  “A photo journey through China's lesser known cities”. www.nationalgeographic.com.   National Geographic (2018年5月24日). 2018年5月24日時点のオリジナルよりアーカイブ。2019年3月26日閲覧。
7. ↑  “China: Tyranny Tourism Thrives at North Korea's Border”. Time 2019年3月26日閲覧。
8. 1 2 3 4  Massimiliano Cali, Karen Ellis and Dirk Willem te Velde (2008) The contribution of services to development: The role of regulation and trade liberalisation Archived 30 April 2010 at the Wayback Machine. London: Overseas Development Institute